# استان سوندریو
استان سوندریو (به ایتالیایی: Provincia di Sondrio) یکی از استان‌های ناحیهٔ لمباردی در شمال ایتالیاست و مرکز آن شهر سوریندو می‌باشد. این استان در شمال و بخشی از غرب خود با کانتون گراوبوندن در سوئیس، در غرب با استان‌های کومو و لکو، در جنوب با استان‌های برگامو و برشا و در شرق با ناحیهٔ ترنتینو آلتو آدیجه هم‌مرز است.
این استان ۳۲۱۲ کیلومتر مربع مساحت داشته و جمعیت کل آن در ۳۱ مارس ۲۰۰۹ برابر با ۱۸۲٬۲۰۵ نفر بوده است. بیشتر استان سوندریو توسط کوه‌ها پوشیده شده است و آنها دره‌هایی را شکل داده‌اند که از مهم‌ترین آنها می‌توان به دره‌های والتِلینا و والکِوینا اشاره نمود.
ورزش‌های زمستانی در برومیو، لیوینیو، آپریکا و مادزیمو این استان را تبدیل به پایتخت آلپ زمستانی ایتالیا تبدیل نموده است.

## مهم‌ترین شهرستان‌ها
۷۸ کُمونه (درجمع کمونی) یا شهرستان در استان سوندریو وجود دارد که ده کُمونی بزرگ استان (بر پایهٔ جمعیت آنها در سرشماری ۳۱ دسامبر ۲۰۰۷) به شرح زیر است:
| ردیف | نام کُمونه      | جمعیت  | مساحت (کیلومتر مربع) | تراکم (سکنه در کیلومتر مربع) | ارتفاع (متر) |
| ---- | -------------- | ------ | -------------------- | ---------------------------- | ------------ |
| ۱    | سوندریو        | ۲۲٬۲۷۸ | ۲۰                   | ۱۱۱۱                         | ۲۸۶          |
| ۲    | موربگانو       | ۱۱٬۹۸۹ | ۱۵                   | ۷۹۲                          | ۲۶۲          |
| ۳    | تیرانو         | ۹٫۱۵۱  | ۳۲                   | ۲۸۶                          | ۴۴۱          |
| ۴    | چیاونا         | ۷٫۳۳۶  | ۱۱                   | ۶۶۷                          | ۳۳۳          |
| ۵    | لیوینو         | ۵٫۶۸۰  | ۲۱۱                  | ۲۷                           | ۱۸۱۶         |
| ۶    | کوسیو والتلینو | ۵٫۲۹۲  | ۲۳                   | ۲۳۰                          | ۲۳۱          |
| ۷    | تلیو           | ۴٫۷۸۵  | ۱۱۵                  | ۴۲                           | ۹۰۰          |
| ۸    | گروزیو         | ۴٫۷۵۲  | ۱۲۷                  | ۳۷                           | ۶۵۶          |
| ۹    | تالامونا       | ۴٫۶۴۸  | ۲۱                   | ۲۲۱                          | ۲۸۵          |
| ۱۰   | سوندالو        | ۴٫۳۶۴  | ۹۶                   | ۴۵                           | ۹۴۰          |